# Hittisau
Hittisau – gmina w Austrii, w kraju związkowym Vorarlberg, w powiecie Bregencja. Według Austriackiego Urzędu Statystycznego  liczyła 1865 mieszkańców (1 stycznia 2015).

## Współpraca
Miejscowość partnerska:
- Taldorf – dzielnica Ravensburga, Niemcy